# Стеблелист
Стеблелист (лат. Caulophyllum) — олиготипный род многолетних травянистых растений семейства Барбарисовые (Berberidaceae).

## Ботаническое описание
Многолетние травянистые растения с клубневидно-утолщенным корневищем.
Листья перисто или тройственно рассеченные, с тонкими долями.
Цветки жёлтые, в коротких кистях или полузонтиках. Чашелистиков 9, самые наружные значительно менее крупные, внутренние лепестковидные. Лепестков 6 гораздо менее крупных, чем чашелистики, похожих на нектарники, расширенных в виде клапана. Тычинок 6 свободных; пыльники открываются кверху двумя створками. Пестик один; столбик не расширенный, совнутри вдоль имеет рыльцевую поверхность; семяпочек 2 от основания прямые.
Коробочка перепончатая, скоро отмирающая, благодаря чему еще незрелые семена остаются голыми, как бы в виде костянок; зародыш очень маленький.

## Классификация

### Виды
Род насчитывает 3 вида с указанием ареала:
- Caulophyllum giganteum (Farw.) Loconte & W.H.Blackw. Восток Северной Америки.
- Caulophyllum robustum Maxim. — Стеблелист мощный. Япония, Восточная Азия.
- Caulophyllum thalictroides (L.) Michx. Восток Северной Америки.

### Таксономия
Род Стеблелист входит в трибу Леонтицевые (Leonticeae) подсемейства Барбарисовые (Berberidoideae) семейства Барбарисовые (Berberidaceae) порядка Лютикоцветные (Ranunculales).
|  |                       |  |                                          |                                          |                           |  | ещё 1 подсемейство (согласно Системе APG II) | ещё 1 подсемейство (согласно Системе APG II) |                                       |  |               |  | ещё 11—14 родов | ещё 11—14 родов |  |
|  |                       |  |                                          |                                          |                           |  | ещё 1 подсемейство (согласно Системе APG II) | ещё 1 подсемейство (согласно Системе APG II) |                                       |  |               |  | ещё 11—14 родов | ещё 11—14 родов |  |
|  |                       |  |                                          | семейство Барбарисовые                   |                           |  |                                              |                                              | триба Леонтицевые                     |  |               |  |                 |                 |  |
|  |                       |  |                                          | семейство Барбарисовые                   |                           |  |                                              |                                              | триба Леонтицевые                     |  | около 5 видов |  |                 |                 |  |
|  | порядок Лютикоцветные |  |                                          |                                          | подсемейство Барбарисовые |  |                                              |                                              | род Стеблелист                        |  |               |  |                 |                 |  |
|  | порядок Лютикоцветные |  |                                          |                                          |                           |  |                                              |                                              |                                       |  |               |  |                 |                 |  |
|  |                       |  | ещё 9 семейств (согласно Системе APG II) | ещё 9 семейств (согласно Системе APG II) |                           |  |                                              | ещё 1 триба (согласно Системе APG II)        | ещё 1 триба (согласно Системе APG II) |  |               |  |                 |                 |  |
|  |                       |  |                                          | ещё 9 семейств (согласно Системе APG II) |                           |  |                                              |                                              | ещё 1 триба (согласно Системе APG II) |  |               |  |                 |                 |  |